# Hermann Burmeister
Karl Hermann Konrad Burmeister (anche noto come Carlos Germán Conrado Burmeister; Stralsund, 15 gennaio 1807 – Buenos Aires, 2 maggio 1892) è stato uno zoologo ed entomologo tedesco.
Burmeister fu professore di zoologia all'Università "Martin Lutero" di Halle-Wittenberg dal 1837 al 1861. Fece una spedizione in Brasile tra il 1850 e il 1852 e in Argentina dal 1857 al 1860, ritornando in Germania con varie collezioni zoologiche. Nel 1861 si trasferì definitivamente in Argentina, fondando un istituto di zoologia presso il Museo Nacional di Buenos Aires.

## Attività e riconoscimenti
Burmeister fu molto apprezzato e considerato nell'ambiente scientifico e politico dell'epoca: Pietro II del Brasile lo nominò Dignitario dell'Ordine della Rosa, mentre Guglielmo I di Germania lo insignì della Croce di 3ª classe dell'Ordine della Corona di Prussia.
Burmeister fu inoltre membro onorario di otto istituzioni scientifiche e corrispondente di altre 18; più di cinquanta specie animali e vegetali furono battezzate col suo nome.
Tra i suoi vari studi, si possono ricordare l'entomologia (il suo primo campo di ricerca: la sua tesi di laurea fu in questo campo), l'ornitologia, l'erpetologia, la geologia, la botanica, la paleontologia (soprattutto per l'organizzazione dei trilobiti), la geografia e la meteorologia.

## Opere
- De insectorum systemate naturali. 40 pp. Grunert, Halle. (1829)
- Handbuch der Entomologie. Vol. 1, xvi+ 696 + [2] pp. Reimer, Berlin. (1832)
- Bericht über die Fortschritte der Entomologie 1834-35. Arch. Naturgesch. 1(2): 7-74 (1835)
- Handbuch der Naturgeschichte. [Part 2] xii + pp. 369–858. Enslin, Berlin. (1837)
- Historia de la Creación (1843)

| Burmeist. è l'abbreviazione standard utilizzata per le piante descritte da Hermann Burmeister. Consulta l'elenco delle piante assegnate a questo autore dall'IPNI. |

| Burmeister è l'abbreviazione standard utilizzata per le specie animali descritte da Hermann Burmeister. Categoria:Taxa classificati da Hermann Burmeister |